# Сікамор (Джорджія)
Сікамор (англ. Sycamore) — місто (англ. city) в США, в окрузі Тернер штату Джорджія. Населення — 692 особи (2020).

## Географія
Сікамор розташований за координатами 31°40′14″ пн. ш. 83°38′6″ зх. д. / 31.67056° пн. ш. 83.63500° зх. д. (31.670456, -83.634931).  За даними Бюро перепису населення США в 2010 році місто мало площу 2,62 км², з яких 2,56 км² — суходіл та 0,06 км² — водойми.

## Демографія
Згідно з переписом 2010 року, у місті мешкало 711 особа в 191 домогосподарстві у складі 131 родини. Густота населення становила 271 особа/км².  Було 218 помешкань (83/км²).
Расовий склад населення:
| - 61,7 % — білих - 35,9 % — чорних або афроамериканців - 0,6 % — корінних американців - 1,8 % — осіб інших рас |

До двох чи більше рас належало 0,0 %. Частка іспаномовних становила 2,8 % від усіх жителів.
За віковим діапазоном населення розподілялося таким чином: 17,2 % — особи молодші 18 років, 72,3 % — особи у віці 18—64 років, 10,5 % — особи у віці 65 років та старші. Медіана віку мешканця становила 33,3 року. На 100 осіб жіночої статі у місті припадало 189,0 чоловіків;  на 100 жінок у віці від 18 років та старших — 215,0 чоловіків також старших 18 років.
Середній дохід на одне домашнє господарство  становив 40 818 доларів США (медіана — 37 222), а середній дохід на одну сім'ю — 46 220 доларів (медіана — 39 107). Медіана доходів становила 30 605 доларів для чоловіків та 20 500 доларів для жінок. За межею бідності перебувало 30,4 % осіб, у тому числі 50,6 % дітей у віці до 18 років та 12,4 % осіб у віці 65 років та старших.
Цивільне працевлаштоване населення становило 213 особи. Основні галузі зайнятості: освіта, охорона здоров'я та соціальна допомога — 26,3 %, роздрібна торгівля — 14,6 %, будівництво — 9,4 %, виробництво — 8,9 %.